# Rosochatka (przystanek kolejowy)
Rosochatka – przystanek kolejowy w Lińsku, w województwie kujawsko-pomorskim, w Polsce. Według klasyfikacji PKP ma kategorię dworca lokalnego. Znajduje się na linii nr 201 Nowa Wieś Wielka – Gdynia Port Centralny.

## Ruch pasażerski
| Rok  | Wymiana pasażerska na dobę |
| ---- | -------------------------- |
| 2017 | 10-19                      |
| 2022 | 0-9                        |

## Połączenia[5]
- Bydgoszcz Główna
- Czersk
- Lipowa Tucholska
- Szlachta
- Tuchola
- Wierzchucin